# Ford Fairlane (Australie)

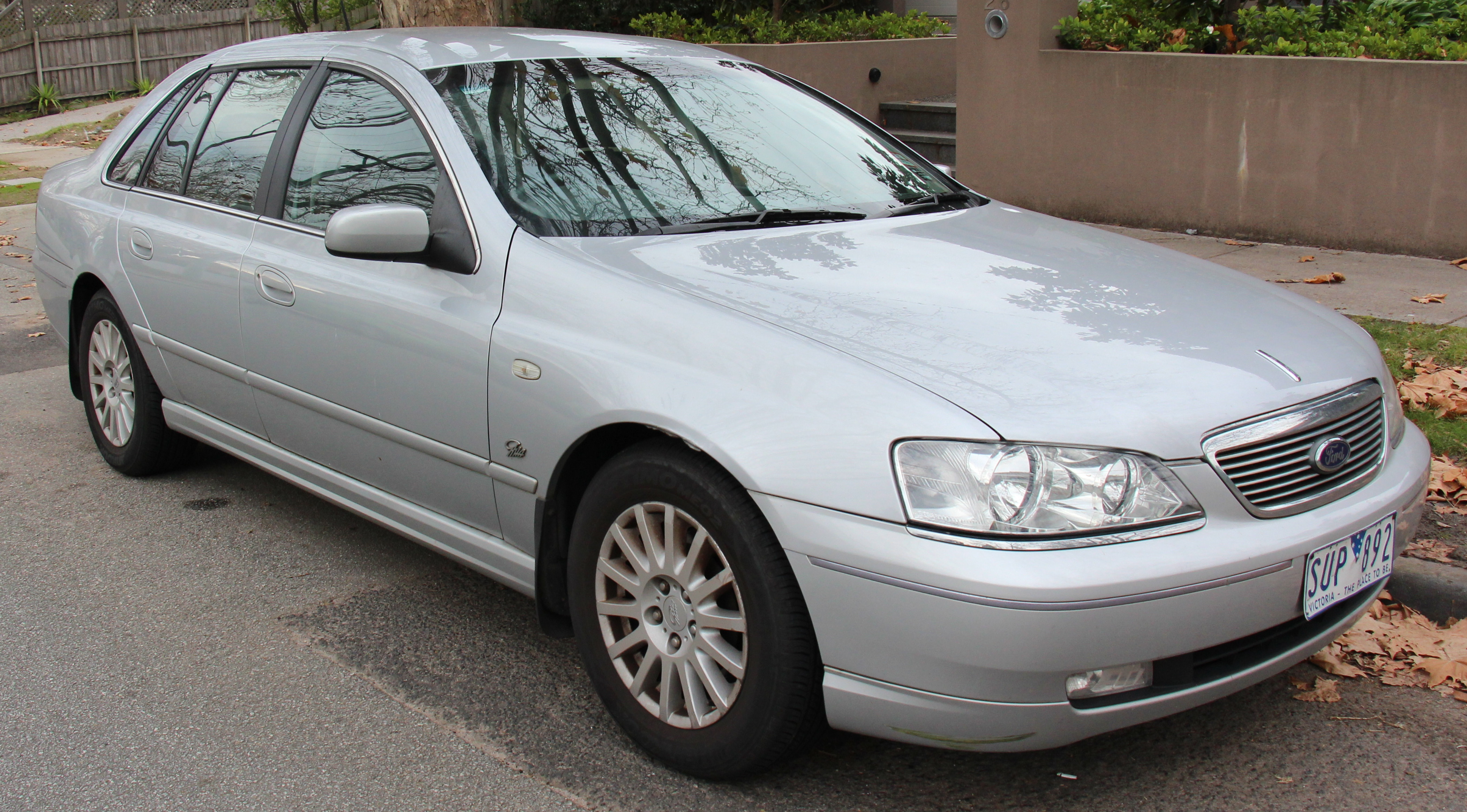
Ford Fairlane de 2004.

Pour la Ford Fairlane américaine, voir Ford Fairlane.
Les Ford Fairlane et LTD sont des véhicules de luxe full-size produits dans une série de modèles par Ford Australie entre 1959 (la production de la LTD commençant en 1973) et 2007.
De 1959 à 1964, la Fairlane était une version assemblée localement de la Ford Fairlane américaine dont le nom provient du domaine de Henry Ford, Fair Lane, près de Dearborn (Michigan). Il s'agissait du modèle haut de gamme de Ford Australie jusqu'à ce qu'elle soit remplacée par une version assemblée en Australie de la Ford Galaxie américaine encore plus haut de gamme. En 1967, Ford Australie a réintroduit la Fairlane, cette fois en tant que version australienne à empattement long de leur Falcon/Fairmont grand public, positionnée entre la Falcon et la Galaxie. La Galaxie assemblée localement est devenue la Ford LTD qui a elle-même été remplacée en 1973 par un modèle développé en Australie et basé sur la Fairlane, également connu sous le nom de Ford LTD. En Amérique du Nord, contrairement à sa désignation en Australie, elle n'était pas considérée comme un véhicule de luxe. En Australie, "LTD" signifiait à l'origine "Lincoln Type Design", bien que Ford Australie ait plus tard promu une connexion avec le sens "Limited",.
La Fairlane et la LTD rivalisaient sur le marché avec l'Holden Brougham (1968-1971), l'Holden Statesman (1971-1984), et plus tard avec l'Holden Statesman et l'Holden Caprice (1990-2007).
Dans les premières années, Ford produisait la Fairlane/LTD à Campbellfield, Victoria, et Eagle Farm, Queensland. Jusqu'aux environs de mars/avril 1978 avec la sortie prochaine de la Ford Falcon (XD) et de ses dérivés, Ford consolida la production de la Falcon à Campbellfield et la fabrication de la Fairlane/LTD à Eagle Farm. Autour de la sortie de la prochaine génération de la Falcon, la Falcon EA de 1988, Eagle Farm a cessé la fabrication de voitures et n'a produit que des camions lourds jusqu'à sa fermeture en 1998.

## Fairlane américaines assemblées en Australie

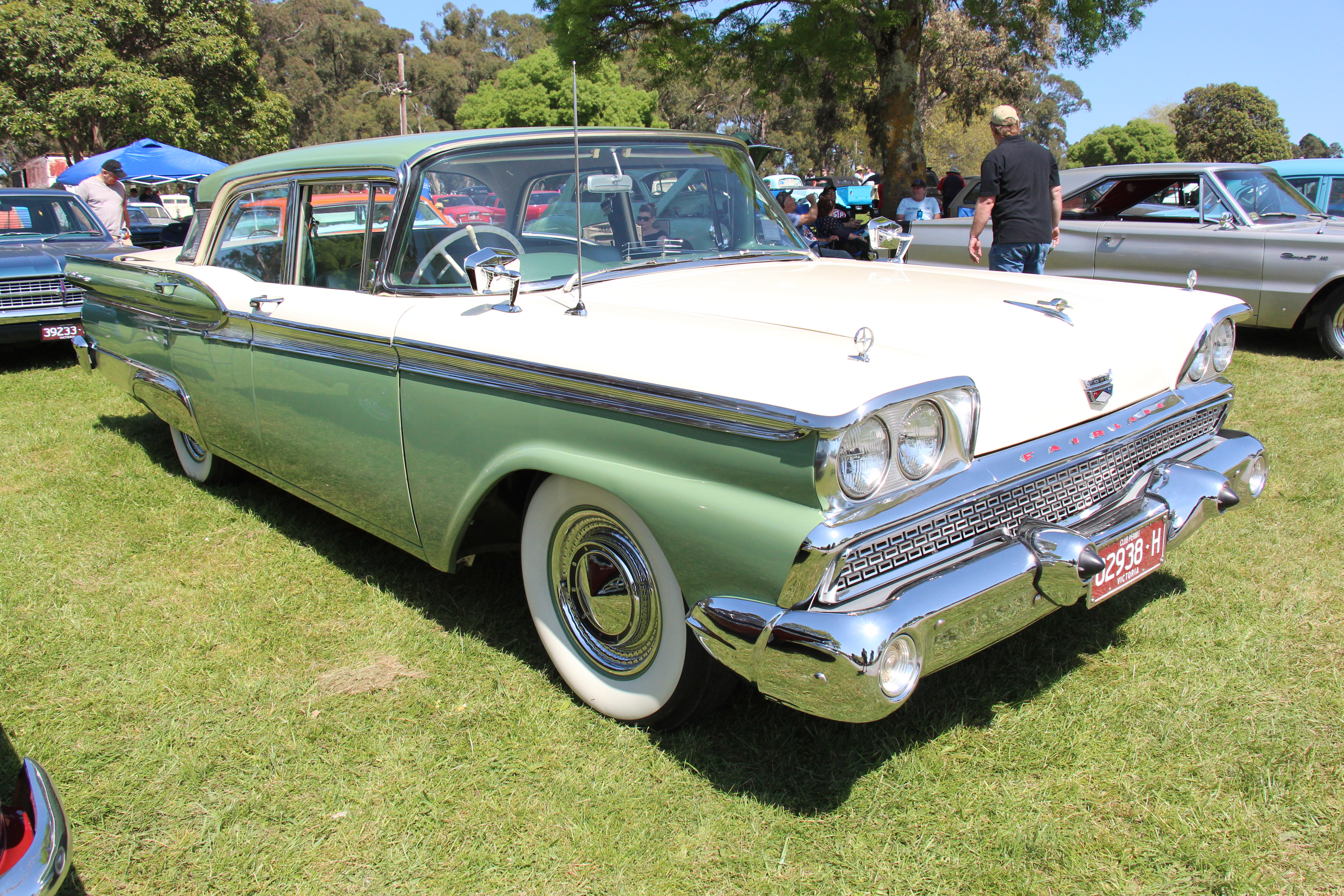
Berline quatre portes de 1960.

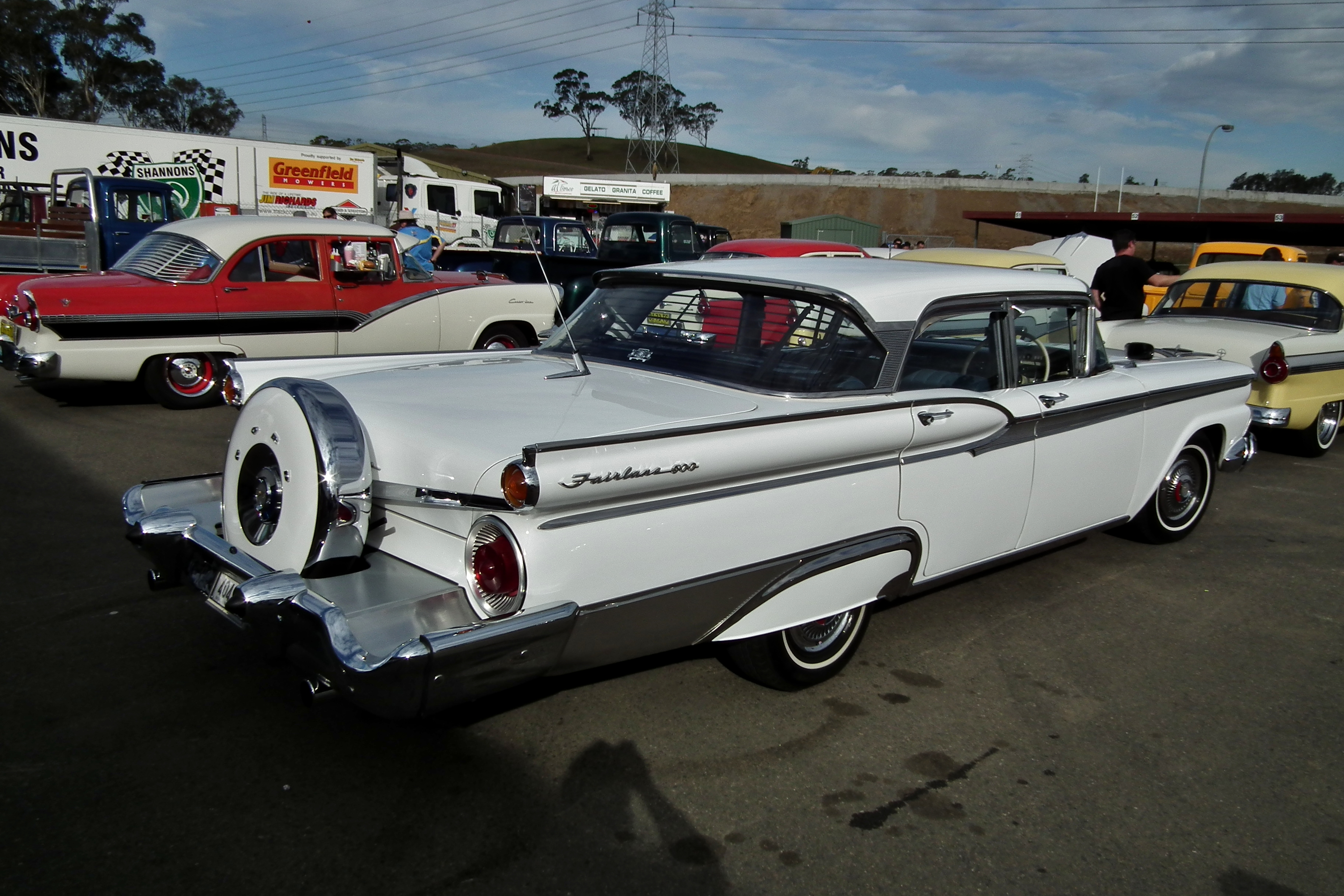
Modèle doté d'un kit Continental sur pare-chocs allongé. Au second-plan, une Customline.

### Fairlane full-size (1959-1962)
Afin de remplacer les Ford Customline produites depuis 1955, en septembre 1959, Ford Australie a lancé trois nouveaux modèles assemblés localement, la Fairlane 500, la Custom 300 aux spécifications inférieures et le Ranch Wagon. Elles provenaient de Ford Canada, mais c'étaient essentiellement les mêmes que leurs homologues Ford de 1959 américaines. L'outillage pour la fabrication locale avait pris près de deux ans et avait été achevé pour un coût de près de 1,5 million de livres australiennes.
Les berlines étaient 9½ pouces plus longues et 5 pouces plus basses que les Ford Customline qu'elles remplaçaient et les trois modèles étaient équipés d'un moteur V8 de 204 ch (152 kW) de 332 pouces cubes (5,44 L). La Custom 300 et le Ranch Wagon étaient équipés de série d'une transmission manuelle à trois vitesses et la Fairlane 500 utilisait une transmission entièrement automatique,. L'empattement était de 118".
Pour 1960, la gamme a été mise à jour avec la calandre et les finitions de la Meteor canadienne de 1959 et la puissance du moteur a été portée à 220 ch (164 kW).

### Fairlane intermédiaires (1962-1965)

#### FB (1962)
En mai 1962, la berline Fairlane 500 américaine de 1962, plus petite, a été présentée sous le nom de modèle FB et un V8 Windsor de 221 pouces cubes (3,62 L) a été installé au lieu du moteur 332. Bien que classé comme une voiture de taille intermédiaire aux États-Unis, le nouveau modèle était appelé Fairlane «compact» en Australie. Le nouveau modèle, qui était assemblé dans l'usine Homebush de Ford Australie à Sydney, en Nouvelle-Galles du Sud, coûtait 200 £ moins cher que sa prédécesseur à 2 000 £; 1 632 exemplaires ont été produits.

#### FC (1963)
L'assemblage de la berline Fairlane 500 américaine de 1963 en tant que modèle FC a été lancé par Ford Australie en novembre 1962. Elle comportait un capot révisé, protections avant révisées, calandre révisée, phares révisés et feux arrière révisés, et elle était équipée en équipement standard de la transmission automatique "Ford-O-Matic" et d'un moteur V8 Windsor de 260 pouces cubes (4,3 L) qui était désormais proposé en option. La production australienne du modèle de 1963 a totalisé 1 771 unités.

#### FD (1964)
La berline Fairlane 500 américaine de 1964 a été assemblée par Ford Australie à partir de décembre 1963 en tant que modèle FD. Elle a été introduite en avril 1964, se distinguant par un manque d'ailerons arrière et une nouvelle calandre à sept barres verticales. Un choix de deux groupes motopropulseurs était offert dans le nouveau modèle, un V8 Windsor de 260 pouces cubes (4,3 L) avec transmission automatique Ford-O-Matic ou un V8 Windsor de 289 pouces cubes (4,74 L) avec boîte automatique Cruise-O-Matic. Le modèle de 1964 était la dernière des Fairlane américaines  assemblée en Australie, car Ford a abandonné le modèle local en 1965 pour faire place à la plus grande Ford Galaxie; 1 344 exemplaires ont été produits en Australie.

## Fairlane australiennes

### Première génération

#### ZA (1967-1968)
La Fairlane série ZA, introduite en mars 1967, a été conçue et construite en Australie, bien que son style avant ressemble à la berline Ford Falcon américaine de cette année-là (à l'exception des quadruples phares). Cependant, la forme de la carrosserie était similaire à celle de la berline Fairlane américaine de 1966-1967. Proposée en tant que Fairlane et Fairlane 500, elle était basée sur la Falcon XR australienne. L'empattement de 2 819 mm de la Falcon a été étiré à 2 946 mm, les sections de carrosserie avant et centrale ont été conservées et une nouvelle calandre à double phare a été ajoutée. Les panneaux de custode et le coffre de la Fairlane américaine ont été utilisés, et les feux arrière carrés (provenant de la Fairlane américaine de 1966) ont remplacé les unités rondes utilisées sur la Falcon.
La Fairlane était équipée de série d'un moteur six cylindres de 200 pouces cubes (3,3 L) avec un V8 de 289 pouces cubes (4,74 L) en option. La Fairlane 500 comportait le V8 de 289 pouces cubes (4,74 L) en équipement standard. Le moteur six cylindres était disponible avec une transmission manuelle ou automatique et le V8 était uniquement disponible avec une boîte automatique. La production de la Fairlane ZA a totalisé 8 814 véhicules.

#### ZB (1968-1969)
En mars 1968, un changement de modèle à la série ZB a fait passer le moteur 200 à 221 pouces cubes (3,62 L) et le moteur 289 à 302 pouces cubes (4,95 L), le modèle haut de gamme restant la Fairlane 500 avec le plus gros moteur. L'insigne Fairlane à l'arrière était maintenant en script plutôt qu'en majuscules comme c'était le cas sur la ZA. Le seul changement externe notable était la conception des feux arrière (provenant de la Fairlane américaine de 1967), suivant à nouveau l'apparence générale de la Falcon (dans ce cas la XT). Le modèle de base était maintenant connu sous le nom de Fairlane Custom.
| Année | Moteurs                                       | Puissance  | Transmission   | Empattement | Longueur     |
| ----- | --------------------------------------------- | ---------- | -------------- | ----------- | ------------ |
| 1968  | Six cylindres de 3,6 L;V8 de 302 pouces cubes | 200ch (V8) | Cruise-O-Matic | 116 pouces  | 196.1 pouces |

#### ZC (1969-1970)
La Fairlane série ZC relookée, qui a été introduite en juillet 1969, comportait des phares empilés verticalement plutôt qu'horizontaux, rappelant le look des modèles Fairlane américains de 1966-67. Les feux arrière étaient similaires à ceux de la ZB (encore une fois, de style similaire à la Fairlane américaine de 1967 avec l'inclusion de lentilles ambrées requises), mais avec un style enveloppant. La ZC était disponible avec les finitions Fairlane Custom et Fairlane 500. Un moteur 6 cylindres en ligne de 221 pouces cubes (3,6 L) était de série dans la Custom, un V8 de 302 pouces cubes (4,9 L) était de série dans la Fairlane 500 et en option dans la Custom, et un V8 de 351 pouces cubes (5,8 L) était en option (avec les mêmes spécifications que la GT XW) dans les deux modèles. La climatisation était proposée en option pour la première fois. 12 513 Fairlane de la série ZC ont été produites.

#### ZD (1970-1972)
La série ZD est sortie en novembre 1970 pour l'année modèle 1971. Le moteur de base est devenu un six cylindres de 250 pouces cubes (4,1 L), tandis que les V8 302 et 351 sont restés, ce dernier ne se trouvant que dans la Fairlane 500. Extérieurement, les feux arrière ont été redessinés (similaires à ceux de la Falcon XY), et une nouvelle calandre en plastique avec un entourage métallique (imitant la Galaxie 500 américaine et brésilienne de l'année modèle 1966) et une nouvelle garniture de coffre ont été utilisées. À l'intérieur, de nouveaux motifs pour garniture de porte ont fait leurs débuts et le support du compteur de vitesse était désormais noir au lieu d'argent comme utilisé sur les ZC.
Les Ford Fairlane des séries ZA à ZD étaient essentiellement des versions étirées des Ford Falcon des séries XR à XY, respectivement, avec la longueur supplémentaire ajoutée derrière la porte arrière, déplaçant le dossier du siège arrière et donnant plus d'espace pour les jambes.

### Deuxième génération

#### ZF (1972-1973)
La toute nouvelle Fairlane série ZF de conception australienne a été lancée en avril 1972, avec une carrosserie plus évasée, mais des critiques ont été lancées selon lesquelles elle ressemblait trop à une version à quatre phares de la Falcon de base. En août 1973, les Fairlane ZF ont été rejointes par une LTD encore plus haut de gamme, avec des phares cachés et un toit en vinyle. Les noms des modèles (Custom et 500), tout comme les choix de moteurs, sont restés les mêmes, similaire à ceux de l'année modèle précédente. Bien que cette voiture ait été exclusivement conçue et construite en Australie, son style rappelle celui de la Mercury Montego du marché américain. La ZF de 1973 avait également la dernière transmission manuelle; après, toutes les Fairlane avaient des transmissions automatiques.
Ce modèle a également été vendu en Afrique du Sud, contrairement à la Falcon, qui a été abandonnée au profit de la Granada européenne. Seule la Fairlane 500, avec levier de vitesses sur colonne et six places, était disponible en Afrique du Sud. Ces voitures étaient équipées du moteur V8 Cleveland 351 (5,8 litres) de 250 ch (186 kW).

#### ZG/P5 (1973-1976)
Novembre 1973 a eu la prochaine série de changements, pour la Fairlane de la série ZG. Les changements étaient principalement cosmétiques, avec une calandre à quatre barres horizontales et des lentilles de feu arrière et un panneau de garniture révisés. Un modèle anniversaire avec un moteur 302 standard est sorti en 1975, mais sinon la gamme est restée la même que les versions de 1974. La Ford LTD série P5 basée sur la Fairlane est sortie très tard dans le modèle ZF, en août 1973, trois mois avant la Fairlane ZG. La LTD n'était disponible qu'en berline quatre portes, et l'empattement était encore plus long que celui de la Fairlane, elle-même une Falcon allongée. Un coupé deux portes de luxe, appelé Ford Landau (également désigné P5), est sorti en même temps. La Landau était basée sur la Falcon Hardtop australienne, et présentait donc un empattement de 111 pouces (2 800 mm) par opposition à l'empattement de 121 pouces (3 100 mm) de la LTD. Les deux modèles se distinguaient par leurs phares dissimulés, qui se révélaient lorsque leurs sections de calandre actionnées par le vide étaient rétractées. Cette technologie était similaire à celle trouvée sur les modèles antérieurs de la Ford Thunderbird construite aux États-Unis. L'équipement standard dans la LTD et la Landau comprenait la climatisation intégrée, transmission automatique, vitres électriques et un moteur V8 de 351 pouces cubes / 5,8 L.
Toujours en juillet 1975, Ford a commencé la sortie des Town Car. Il s'agissait de modèles 50th Anniversary, célébrant les 50 ans de Ford en Australie. Ils en ont produit 250 chacune dans les gammes LTD et Fairlane. Les Fairlane, en particulier, étaient équipées avec des composants optionnels de la LTD, des roues de 15 pouces, un intérieur en cuir et des vitres électriques pour ne citer que quelques options. Dans la Fairlane, seule une petite poignée a été spécialement commandée avec un moteur 351. Toutes les autres avaient des moteurs 302. Les LTD étaient des voitures à moteur 351.
50th Anniversary Model badge
Comme la P5 a été lancée pendant la durée du modèle ZF, elle a conservé de nombreux composants de la ZF. Par exemple, la principale mise à niveau intérieure depuis la Fairlane ZF vers la ZG était la tige des clignotants. La ZF avait une tige de style plus ancien avec un interrupteur "balancier" sur le sol pour les feux de route. Lorsque la Fairlane ZG est sortie, un élément important était la nouvelle tige multifonction sur la colonne, qui incorporait un commutateur à bascule et un klaxon. Les P5, cependant, utilisaient la tige de style ZF et avaient toujours un klaxon "appuyer sur le volant" similaire à celui des Falcon GT de l'époque. Parce que la LTD P6 n'a été mis en vente qu'environ cinq mois après la Fairlane ZH, certaines des dernières P5 avaient en fait quelques pièces mineures de ZH.

#### ZH/P6 (1976-1979)
En mai 1976, la série ZH a traité les plaintes antérieures selon lesquelles la Fairlane était trop proche de la Falcon. Les concepteurs ont conservé la même section centrale que la prochaine Falcon XC (y compris les nouvelles portes arrière de cette voiture) mais ils ont mis des extrémités avant et arrière allongées, donnant à la voiture plus de volume et une impression plus luxueuse. Le style rappelle celui de la Mercury Marquis de 1968. La LTD haut de gamme est devenue encore plus haut de gamme avec une calandre sophistiquée inspirée des Rolls-Royce (qui n'est pas différente de celle que l'on trouve sur la Continental Mark V. Autre signe de la montée en gamme, la 500 est devenue la version de base (la Custom a été abandonnée) et la Fairlane Marquis est devenue la version haut de gamme. La Marquis était la réponse de Ford face à la Statesman Caprice, qui a été introduite en 1974 en tant que rivale de la LTD. La ZH est également passée à l'utilisation du système métrique pour désigner les tailles de moteur : le moteur de base était connu sous le nom de 4,9 L, l'autre sous le nom de 5,8 L. Toutes les Marquis ZH construites après janvier 1979 avaient des différentiels Borg-Warner au lieu du différentiel de 9 pouces de Ford.
La LTD série P6 a été introduite en septembre 1976. Ce modèle avait une calandre encore plus flamboyante avec quatre phares ronds, singeant les Rolls-Royces et autres modèles de luxe. La Landau a été abandonnée à cette époque. En 1977, un modèle en édition limitée, la LTD "Silver Monarch" (référence au Jubilé d'argent d'Elizabeth II), est sorti et n'était disponible qu'avec la couleur "Stardust Silver", un toit en vinyle argenté spécialement importé et un intérieur en velours Cranberry Red. Autre modèle en édition limitée, la LTD Town Car, fut proposée en 1978.

### Troisième génération

#### ZJ/FC (1979-1982)
Ford a attendu jusqu'en mai 1979 avant de mettre à jour la Fairlane vers la série ZJ. Ce modèle était un bond en avant dans la nouvelle décennie, avec des lignes carrées et une carrosserie à six glaces distinguant clairement la Fairlane de la nouvelle Falcon XD de cette année-là. Les quadruples phares traditionnels et les feux arrière à rayures verticales distinctifs différenciaient encore plus le modèle de luxe de la Falcon. Les niveaux de finition ont été supprimés : désormais, une seule Fairlane était disponible, avec des choix de moteurs V8 de 4,9 litres (302 pouces cubes) ou 5,8 litres (351 pouces cubes). En octobre, reconnaissant la crise du carburant, Ford a présenté une Fairlane avec le moteur six cylindres en ligne de 4,1 litres (250 pouces cubes) de la Falcon.
La version LTD de la ZJ a fait surface en octobre 1979 sous le nom de série FC, utilisant le même empattement et les mêmes panneaux de carrosserie que la Fairlane. Au milieu de l'année 1980, le moteur de 4,1 litres à culasse en alliage de la Falcon a été rendu optionnel, c'était la première fois que la LTD était disponible en version six cylindres.

#### ZK/FD (1982-1984)
La série ZK de mars 1982 a eu la suppression du V8 de 5,8 L, ce qui était le premier avertissement que la société allait bientôt retirer les V8 de la gamme locale. Des modifications mineures ont été apportées à la calandre et aux feux arrière, mais sinon les modifications externes étaient négligeables. En mars 1983, le V8 de 4,9 L a également été supprimé, Ford introduisant une version à injection de carburant du moteur six cylindres pour prendre sa place, affirmant que le nouveau moteur avait des chiffres d'accélération équivalents à ceux du V8.
Le principal changement mécanique notable a été l'introduction de l'essieu arrière à ressorts hélicoïdaux et à liaison watts, l'une des meilleures configurations d'essieu arrière.
En mars 1982, la LTD série FC a été mise à jour et désignée FD avec l'option de moteur V8 supprimée l'année suivante.

#### ZL/FE (1984-1988)
La série ZL, lancée en octobre 1984 et révisée en 1985, a conservé les deux options de moteur six cylindres; ce n'est que fin 1986 que la version à carburateur de la Fairlane a été supprimée. La ZL a de nouveau reportées tous les panneaux externes, mais elle avait maintenant des phares intégrés avec des clignotants clairs, des pare-chocs enveloppants et de nouveaux feux arrière. À l'intérieur, un tableau de bord entièrement numérique a été introduit avec des commandes à bouton-poussoir à chaque extrémité de l'habitacle de l'instrument. La LTD série FE est également sortie en octobre 1984.

### Quatrième génération

#### NA/DA (1988-1991)
Juin 1988 a eu la prochaine révision majeure; les bords droits de la Fairlane ont cédé la place à des courbes douces, basées sur la plate-forme EA26 de la Falcon. La philosophie était la même - une Falcon à empattement long avec une carrosserie à six glaces. Le moteur six cylindres de 4,1 L a été fortement révisé, devenant une unité de 3,9 L avec une économie de carburant et une puissance améliorées. Ces modèles faisaient partie du programme et de la plate-forme de développement EA26 (E pour le segment du marché, A pour Australie, 26 pour le code du projet). Par conséquent, il s'agissait officiellement de l'EA26, mais les aficionados de Ford préfèrent familièrement un code à deux lettres. Par conséquent, les nouvelles Fairlane ont reçu le code de série NA.
En juin 1988, les LTD équivalentes sont entrées en service sous le nom de série DA. Comme pour la génération précédente, toutes les Fairlane de la série N et les LTD de la série D étaient construites sur la plate-forme du Falcon/Fairmont break, et cet héritage est le plus visible dans les portes arrière disproportionnellement étroites du break sur ce qui était censé être une limousine et dans une voiture qui, par ailleurs, s'adresse bien aux passagers arrière avec une grande quantité d'espace pour s'asseoir à l'intérieur et d'espace pour les jambes. Néanmoins, ces grandes berlines étaient "assez limousines" pour être l'une des plates-formes les plus couramment utilisées par les ateliers de carrosserie australiens pour fabriquer des longues limousines.
Les révisions de novembre 1989 pour l'année modèle 1990 ont eu la sortie de la NA II et de la DAII, le changement le plus notable étant l'installation d'une transmission automatique à quatre vitesses, plutôt que trois vitesses (depuis les débuts de la Fairlane, il n'y avait qu'une transmission trois vitesse).
Bien que l'ancien historien officiel de Ford Australie, feu Adrian Ryan, ait été catégorique en disant qu'une Fairlane série NB n'a jamais officiellement existé, au moins un prototype de début 1989 équipé d'une boîte automatique à quatre vitesses s'est échappé de l'usine portant une plaque de conformité marquée «NB» et enregistré en tant que «Fairlane NB». Ford a également produit un guide d'identification des roues en alliage pour ses pièces, indiquant une roue comme étant pour une "Fairlane Sportsman NB" et à un moment donné, la série NA II allait probablement s'appeler la NB. Dans leurs catalogues de pièces, les fournisseurs de pièces tiers répertorient également souvent à la fois une "Fairlane NB" et une "Fairlane série NB II", ce qui ajoute au mystère NB. Le DOTARS (Department of Transport and Regional Services du Commonwealth) n'a aucune trace de l'approbation par Ford d'utiliser une plaque de conformité «Fairlane NB» pour un modèle de production, ce qui pourrait expliquer la réticence de Ford à reconnaître officiellement la «NB»[réf. nécessaire].

#### NC/DC (1991-1995)
Août 1991 a eu la nouvelle que de nombreux puristes de Fairlane/LTD attendaient : la réintroduction d'un V8 dans la Fairlane NC et la LTD série DC. Ford ne s'était jamais remis de la suppression des V8 dans les années 1980 et a cédé à la pression du public avec sa réintroduction. Le moteur de 5,0 L n'était pas identique à celui utilisé dans la Mustang américaine et d'autres voitures particulières. Pour des raisons de durabilité et peut-être de coût, il s'agissait du moteur Windsor de fabrication canadienne utilisé dans les modèles pick-ups et 4 roues motrices d'Amérique du Nord. Pour répondre aux besoins d'espace requis pour une colonne de direction avec conduite à droite, son collecteur d'admission a été inversé. Encore une fois, pour répondre à la conversion à la conduite à droite et aux conduites d'admission, de boîte à air et de climatisation réacheminées, les moteurs installés en Australie avaient également la plupart de leurs accessoires à entraînement par courroie serpentine du côté opposé aux modèles américains / nord-américains. Les passionnés australiens trouvaient cela frustrant, ces changements subtils signifiaient souvent que de nombreux éléments complémentaires de Ford Racing/SVO, comme les compresseurs, n'étaient pas exactement les éléments audacieux qu'ils étaient en Amérique du Nord. Les moteurs six cylindres en ligne ont continué. La NC a également introduite une Fairlane plus performante, appelée Fairlane Ghia, et le V8 était disponible dans ce modèle.
Les NC II et DC II de 1992 ont redésignée le moteur de 3,9 L en «4,0 litres», mais les niveaux de finition sont restés les mêmes. Pour plaire aux plus jeunes acheteurs, Ford a brièvement vendu une Fairlane Sportsman Ghia en 1993 avec un six cylindres en ligne "Tickford" de 4.0 L réglé et aussi utilisé dans la Falcon XR6. Une deuxième mise à jour, encore plus petite, connue sous le nom de NC III, est arrivée en août 1993. C'est l'équivalent de la Falcon série ED, adoptant le nouveau réfrigérant de climatisation R134a "sans danger pour l'ozone". Le modèle de base de la Fairlane a également été abandonné, ne laissant que la Fairlane Ghia.
À partir de la production de mars 1994, la NC a reçu des modifications supplémentaires - l'installation d'un volant gainé de cuir, pare-chocs et bandes de protection latérales couleur carrosserie, jantes en alliage de nouvelle conception et un ornement de capot.
Une idée proposée à la fin des années 1980 était un Fairlane break. S'il était entré en production, il aurait très probablement utilisé la carrosserie du Falcon break (qui roulait sur l'empattement de la Fairlane), couplé avec le carénage avant de la Fairlane[réf. nécessaire].
Au début des années 1990, les Falcon utilitaires étaient encore des XF de génération précédente. Un prototype de Falcon EB utilitaire a été créé et il semblait basé sur la Fairlane. Pour donner un aspect de solidité, le pick-up avait un traitement frontal de Fairlane. Il n'est pas entré en production[réf. nécessaire].

#### NF/DF (1995-1996)
En mars 1995, la Fairlane et la LTD ont subi un important restylage à l'avant et à l'arrière (série EA77 en langage Ford), coïncidant avec la Falcon EF, et elles sont restées sur la même plate-forme. Les nouvelles Fairlane NF et LTD DF étaient plus longues et plus courbées, masquant assez bien leurs origines des années 1980. Le design extérieur était plus ornemental par rapport aux NA à NC relativement vides. La Fairlane Sportsman est réapparue pour 1996, avec la même formule qu'en 1993, avec le six cylindres de 4.0 L.

#### NL/DL (1996-1999)
En septembre 1996, les Fairlane NL et LTD DL révisées sont apparues. En 1997, Ford a introduit une finition Fairlane Concorde plus élevée, avec les mêmes choix de moteurs de 4,0 et 5,0 L. Aucune variante Sportsman de la Fairlane n'a été proposée.
Pour certains clients, cinq concessionnaire de Sydney et de Melbourne utilisaient des pièces de la Mustang Cobra de 5,0 litres et des pièces SVO livrées en Australie pour créer des Fairlane de la série NL modifiées, en raison de l'édition limitée de la Fairlane Tickford et des clients souhaitant conserver le look de luxe tout en arborant les performances de la GT. Les lignes de carrosserie arrondies rappelaient la Ford Taurus du marché américain, tandis que le style de l'avant était similaire à celui de la Lincoln Town Car.
Ford a considérablement élargi la gamme Fairlane en 1998. En commençant par la Ghia, une Concorde de base (six cylindres) et une Concorde Ghia (V8) étaient également proposées. Une version modifiée par Tickford était également disponible, avec le plus gros moteur, ainsi qu'une édition spéciale luxueuse, la Fairlane Ghia.
Les séries NL et DL ont été les derniers modèles à être équipés d'une suspension arrière à mise à niveau automatique.
Le gouvernement néo-zélandais a également utilisé les Fairlane NL Ghia comme limousines de la couronne désignées. Les Fairlane de la couronne étaient principalement peintes en Amaretto (quelques-unes en White) et étaient équipées de roues de 16 pouces Silver "Chonchorde", lecteur 6 disques, siège conducteur à réglage électrique et des supports pour mât de drapeau néo-zélandais ont été installés sur les ailes avant.
Toutes les Fairlane Ghia utilisées par le gouvernement néo-zélandais étaient équipées d'usine du moteur six cylindres de 4.0L produisant 165kw. La LTD a également été utilisée avec quelques modèles V8. Les LTD de la couronne avaient une gamme de couleurs Dynamic White, Argon Silver, Mocha Foam et Amaretto, y compris dans le lifting.
Les voitures de la couronne NL et DL arboraient toutes deux les plaques d'immatriculation spéciales du gouvernement, commençant par CR404 en 1997 et continuant par ordre numérique jusqu'à CR437 en 1998. La plupart des voitures de la couronne ont été retirées après 3 ans de service. La Fairlane et la LTD étaient utilisées par le gouvernement néo-zélandais depuis les années 1970 jusqu'aux années 2010, quand la marque Ford a été remplacée par la BMW Série 7.
Le gouvernement néo-zélandais utilise toujours les plaques d'immatriculation CR sur leurs voitures de la couronne actuelles.

### Cinquième génération

#### AU (1999-2003)
En février 1999, Ford a intégré le look "New Edge" à la Fairlane série AU, avec un certain succès, bien que la plate-forme EA169 ait été considérée comme un échec, permettant à son rival Holden de dépasser la société dans les ventes de voitures full-size. La LTD AU est sortie 3 mois plus tard, en mai.
Les Fairlane et LTD AU ont été les premières berlines à empattement long à partager un code de modèle avec la Falcon (le code de modèle n'est pas NU, comme les gens supposent à tort). La séparation des codes de modèles entre les modèles à empattement court et les modèles à empattement long sur base de Falcon berline a été définitivement abandonnée avec l'introduction de la BA en 2002). Elles avaient des éléments de style de la Lincoln Town Car, en particulier autour du montant C. La gamme a été réduite à seulement deux modèles, la Fairlane Ghia et la LTD, bien qu'une édition limitée, la Fairlane Millennium Ghia, ait également été proposée en janvier 2000. Le modèle phare, la LTD, a été exporté vers les Fidji et vers son marché d'exportation traditionnel, la Nouvelle-Zélande. Un petit nombre de LTD ont été exportées vers le Royaume-Uni, où elles ont été converties en corbillards et en limousines.
Une variante haute performance de la Fairlane AU est sortie en 1999 sous le nom de FTE TL50. Ford a proposé des révisions aux gammes Falcon et Fairlane lorsque l'acceptation des nouvelles voitures par le marché s'est avérée faible en juillet 2000. Les modèles AU II de l'année modèle 2001 présentaient quelques améliorations et une autre édition limitée était proposée : la 75th Anniversary Ghia en octobre, avec les mêmes choix de moteurs qu'auparavant. La Sportsman Ghia a été relancée en mars 2001 et a durée plus d'une année modèle cette fois, restant dans la gamme jusqu'à fin 2002.

#### BA (2003-2005)
La nouvelle tentative de Ford pour combattre Holden a eu lieu en juillet 2003 avec la série BA. Les Fairlane et LTD BA étaient plus proches de la Falcon en termes d'apparence, partageant même les feux arrière. Le moteur de 5,0 L a cédé la place au plus gros V8 Modular de 5,4 L, déjà utilisé aux États-Unis. À partir de ce moment, la LTD n'était plus proposée avec un moteur six cylindres.
Pour capter les jeunes acheteurs, la Fairlane G220 (dénotant sa puissance de 220 kilowatts (300 ch) à 4 750 tr/min et 472 newton-mètres de couple de 3 250 à 4 000 tr/min) a remplacé la Fairlane Sportsman, et ne présentait que le plus gros moteur. La boîte de vitesses automatique traditionnelle a été remplacée par une boîte automatique séquentielle. La G220 avait d'uniques jantes en alliage Elegance de 17 pouces, contours de phares Ebony avec lentille unique et sièges en cuir Redline avec inserts en cuir perforé Warm Charcoal.
La Fairlane Ghia a continuée en tant que modèle de base à six cylindres, mais elle est venue en standard avec un écran couleur International Color Consortium, un lecteur six disques, Premium Sound avec 11 haut-parleurs, sièges en cuir réglables en 7 directions et inserts en similibois.
La LTD se distinguait encore de la Ghia par le moteur V8 de 5,4 L, toit ouvrant, jantes en alliage de 17 pouces, badge LTD, sièges avant réglables en 10 directions, sièges arrière renforcés, navigation par satellite et rétroviseur à atténuation automatique.
Les freins étaient les mêmes que ceux de la Falcon, les Fairlane étant livrées en standard avec une répartition électronique de la force de freinage et un contrôle de traction.
À la suite de l'introduction, par Ford Australie, de la Falcon BA II en octobre 2004, des versions améliorées de la Fairlane Ghia, de la Fairlane G220 et de la LTD ont été lancées en mars 2005. Les changements étaient principalement cosmétiques, mais néanmoins significatifs, et ils ont été reportés dans les gammes de modèles BF suivantes. La Fairlane restylée était mis en vedette par un extérieur plus fortement chromé, y compris des bandes de frottement chromées, une nouvelle applique arrière chromée et, sur les Fairlane Ghia et LTD, coques de rétroviseurs chromées. La G220 a reçue des jantes en alliage à sept branches de conception nouvelle, tandis que les Fairlane Ghia et LTD ont ajouté une peinture bicolore à leurs jupes latérales et à leurs jupes inférieures.
Pour l'intérieur de la BA II, les sièges en cuir noir et la partie en cuir des garnitures de porte ont été remplacés par de nouvelles garnitures en cuir baptisées China Beige. La Ghia et la G220 ont gagnée un siège conducteur à huit réglages électriques avec fonction de mémoire. La G220 a reçue un volant sport gainé de cuir, la Ghia un grain de bois Rhui Maple et un volant en cuir et la LTD a gagné un grain de bois Stone Maple et un volant en cuir.
Alors que le seul changement mécanique de la BA II était l'ajout d'un réglage de suspension arrière Sports Control Blade pour la Ghia de base et la LTD haut de gamme, un système de divertissement DVD à l'arrière est devenu la norme pour la LTD, échangeable contre un toit ouvrant.
Une mise à niveau intérieure qui serait reportée dans son intégralité dans la gamme BF suivante était le passage des cadrans d'instruments et de l'horloge de tableau de bord depuis du noir vers de l'argent brossé, et l'entourage du levier de vitesses, porte-gobelet central et l'écran International Color Consortium argenté sont devenus "Piano Black" avec les boutons de l'International Color Consortium qui ont changé en conséquence passant du noir à l'argent. Poignées de porte, extrémités de ventilation et barillets de serrure de porte chromés ont également été ajoutés. La garniture en similibois d'origine a été conservée jusqu'à la BF.

#### BF (2005-2007)
Les modèles Fairlane et LTD de la série BF ont été introduits en octobre 2005, avec la Fairlane G220 rebaptisée Fairlane G8. Extérieurement, la BF était en apparence identique à la BA Mark II, mais des réglages précis pour la direction, la suspension, l'insonorisation et le train de roulement ont été effectués. L'économie de carburant a également été améliorée. Sur toute la gamme BF, les lentilles des feux arrière ont légèrement changé d'apparence. La Ghia est passée de jantes alliage de 16 pouces à des jantes alliage de 17 pouces de série.
En ce qui concerne l'intérieur, les seuls changements par rapport aux améliorations introduites dans la BA Mark II étaient le remplacement des inserts en grain de bois par des inserts en "Satin Chrome". Cette palette de couleurs était la même pour toutes les variantes de la Fairlane BF. Les Ghia et LTD BF étaient livrées avec des sièges en cuir noir ou des sièges en cuir China Beige avec siège conducteur réglable en huit directions et siège passager réglable en six directions.
La G8 était équipée d'un moteur huit cylindres avec système d'échappement amélioré et un capteur de cliquetis supplémentaire, produisant 230 kilowatts (310 ch) à 5 350 tr/min et 500 newton-mètres de couple à 3 500 tr/min. Elle était équipée d'une transmission automatique ZF Sport à six vitesses et d'un rapport de différentiel final à glissement non limité de 2,53:1 (et non de 2,73:1 comme certains s'y tromperaient). La G8 se distinguait par des jantes en alliage de 17 pouces à cinq branches avec une suspension plus ferme et des pneus à profil plus bas (225/50), sièges en cuir "Redline" avec inserts Warm Charcoal en cuir perforé, volant gainé de cuir perforé avec inserts de style aluminium brossé, levier de vitesses gainé de cuir perforé avec inserts en satin et contours de phares Ebony.
En plus d'avoir le moteur V8, la LTD était équipée de jantes en alliage de 17 pouces à sept rayons, navigation par satellite, sièges avant à réglage électrique en dix directions avec réglages de mémoire pour le siège conducteur, sièges arrière renforcés, lecteur DVD et moniteur à l'arrière, feux de brouillard avant, un toit ouvrant électrique, rétroviseur électrochrome (à atténuation automatique), un grain de bois Stone Maple et un volant en cuir, tapis de sol brodés, levier de vitesses en grain de bois et finitions en grain de bois Rabbit Rose.
En mai 2007, il a été annoncé que la production de la Fairlane et de la LTD cesserait car la baisse des ventes dans ce segment de marché rendait la production continue de modèles à empattement long insoutenable. La dernière Fairlane a été produite le 13 décembre 2007.

## Chiffres de vente australiens
| Variante | 1990  | 1991  | 1992  | 1993  | 1994  | 1995  | 1996  | 1997  | 1998  | 1999  |
| -------- | ----- | ----- | ----- | ----- | ----- | ----- | ----- | ----- | ----- | ----- |
| Fairlane |       | 3,762 | 3,908 | 4,206 | 3,219 | 5,144 | 4,145 | 4,100 | 3,097 | 4,487 |
| LTD      |       | 459   | 533   | 544   | 376   | 816   | 568   | 419   | 330   | 320   |
| Variante | 2000  | 2001  | 2002  | 2003  | 2004  | 2005  | 2006  | 2007  | 2008  | 2009  |
| Fairlane | 2,779 | 2,306 | 2,001 | 2,389 | 2,016 | 1,829 | 1,105 | 1,703 | 114   | 13    |
| LTD      | 297   | 149   | 100   | 146   | 174   | 151   | 53    | 77    | 2     |       |